# マリオ・アウグスト・バルボーザ・サクラメント
マリオ・アウグスト・バルボーザ・サクラメント（Mário Augusto Barbosa Sacramento、1959年11月2日 - ）は、ブラジル出身のサッカー指導者。

## 来歴
盟友のトニーニョ・セレーゾの愛称がマリオであるため、スーパーマリオになぞらえ愛称はルイージ。
2000年から2005年にかけて鹿島アントラーズのフィジカルコーチを務め、5冠を達成した第1次セレーゾ政権を支えた。
2013年、セレーゾの鹿島アントラーズ監督就任に伴い、8年ぶりに鹿島のフィジカルコーチに復帰。

## 学歴
- サルヴァドール・カトリック大学

## 指導歴
- 1989年 - 1991年  ECバイーア コーチ
- 1991年 - 1999年  ECヴィトーリア コーチ
- 2000年 - 2005年  鹿島アントラーズ フィジカルコーチ
- 2013年 -  鹿島アントラーズ フィジカルコーチ